# هامبورغ فلوجزويباو
هامبورغ فلوجزويباو شركة مصنعة للطائرات، مقرها الأساسي في حي Finkenwerder في هامبورغ، ألمانيا. تم تأسيسها في عام 1933 باعتبارها فرعًا من شركات بناء السفن بلوم+فوس ، وأصبحت فيما بعد قسمًا تشغيليًا داخل شركتها الأم، وكانت تُعرف باسم Abteilung Flugzeugbau der Schiffswerft Blohm & Voss منذ عام 1937 حتى توقفت عن العمل في نهاية الحرب العالمية الثانية. في فترة ما بعد الحرب، تم إحياءها كشركة مستقلة تحت اسمها الأصلي ثم انضمت بعد ذلك إلى عدة اتحادات قبل دمجها لتشكيل MBB. وتشارك في هذه الأيام في ايرباص وبرنامج الفضاء الأوروبي.

## التاريخ
في عام 1933 كانت شركة بناء السفن بلوم أند فوس في هامبورغ تعاني من أزمة مالية بسبب قلة الطلب. قرر أصحابها، الأخوان رودولف ووالتر بلوم، الدخول في صناعة الطائرات، معتقدين أنه سيكون هناك سوق قريبًا للقوارب المعدنية الطائرة طويلة المدى، خاصة مع شركة الطيران الألمانية دويتشه لوفت هانزا. وشعروا أيضًا أن تجربتهم في الإنشاءات البحرية لجميع المعادن ستثبت أنها ميزة. كان هناك اعتقاد سائد في ذلك الوقت أن النقل الجوي عبر المحيط الأطلسي ستتولاه قريبًا الخطوط الجوية الفخمة في ذلك الوقت. وكان يُعتقد أيضًا أن تلك الطائرات ستكون طائرات بحرية وقوارب طيران حيث يمكنهم استخدام البنية التحتية وقدرة الموانئ البحرية الموجودة بالفعل، في حين أن المنشآت البرية في ذلك الوقت لم تكن مناسبة لهذه الطائرات الكبيرة.  

### السنوات المبكرة
في يونيو 1933، قام إخوان بلوم بتعيين صهرهم وزميلهم في إدارة الشركة ديبل إنج ماكس أندريه والطيار ذو الخبرة روبرت شروك في مجلس الإدارة. قام شروك بتوظيف المصمم راينهولد مويز بعيدًا عن هاينكل، ومع أربعة مصممين آخرين، بدأوا العمل في 1 يوليو.  همبرغر Flugzeugbau GmBH دخلت رسميا حيز الوجود في 4 يوليو. 
احتلت مكاتب الشركة في البداية الطابق العلوي من مقر بلوم أند فوس الإداري في حي Steinwerder في هامبورغ، حيث تمت عملية بدء التصنيع في بناء السفن غير المستغلة بشكل كاف.  وفي الوقت نفسه، بدأ إنشاء مطار داخلي ومبنى التجميع النهائي للطائرات على بعد أميال قليلة في Wenzendorf Aircraft Factory، الذي افتتح في عام 1935. 
خلال هذه الفترة، كان الحزب النازي الحاكم يزيد بشكل كبير من برنامج إعادة تسلح الرايخ الثالث ما بين الحربين والذي تضمن الإصلاح الكامل لصناعة الطائرات. على وجه الخصوص، أراد النازيون القدرات التقنية اللازمة لبناء أعداد كبيرة من الطائرات الحربية للفتوافا الجديدة بسرعة. نتيجة لذلك، أخذت الشركة عقود لتصنيع يونكرز جو 52، مما اكتسب خبرة قيمة في تصنيع الطائرات المعدنية بالكامل. الجزء الأكبر من إنتاج الشركة سيتحول في النهاية إلى تصنيع من هذا النوع، بما في ذلك عدة آلاف من الطائرات لكل من شركات دورنير وفوك وولف وهاينكل ويونكرز وماسرشميت. 

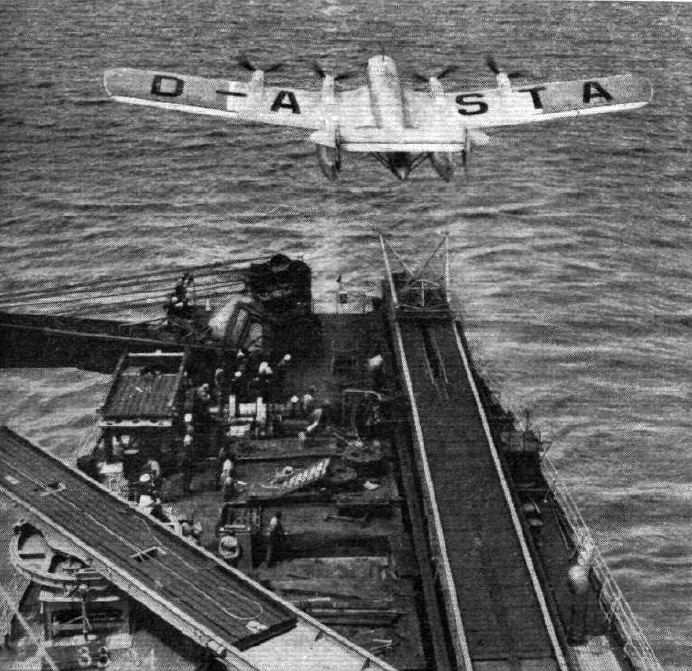
طائرة ها 139 تطلق من سفينة في البحر

أقلعت طائرة ها 135 في أول قتال لها في 28 أبريل 1934. ومع ذلك فشلت في جذب عقود فغادر Mewes الشركة ثم تبعه فريقه.
لقد أثبت Vogt أنه مبتكر للغاية وأن العديد من تصميماته ستحتوي على ميزات غير عادية، بدءًا من تصميماته الأولى التي تضم سبارًا رئيسيًا بجناح فولاذي أنبوبي تضاعف أيضًا كخزان للوقود. أشرف على جميع الأنواع المتبقية، حتى إغلاق الشركة في عام 1945. 

### قائمة المراجع
- هانز امتمان "Blohm und Voss Remembered"، Airplane Monthly ، February 1998 pp.   22-27 (Part 1) and March 1998 pp.   12-15 (الجزء 2).
- هانز امتمان The Vanishing Paperclips ، Monogram، 1988.
- بولمان ، هيرمان. " Chronik Eines Flugzeugwerkes 1932-1945. B&V - Blohm & Voss Hamburg - HFB Hamburger Flugzeugbau (باللغة الألمانية). موتور بوخ فيرلاج ، 1979.

## روابط خارجية
- لوفت '46: بلوم أند فوس
- تاريخ فيرماخت: بلوم وفوس